# Tot Robinson
Tot Robinson (ur. 4 maja 1876 w Gateshead, zm. 29 maja 1940 w Penrith) – angielski rugbysta grający na pozycji skrzydłowego, reprezentant kraju, działacz sportowy.
W latach 1897–1901 rozegrał w ramach Home Nations Championship osiem spotkań dla angielskiej reprezentacji zdobywając dwadzieścia cztery punkty, wszystkie z przyłożeń. Trzykrotnie wystąpił w barwach Barbarians.
W sezonie 1939–1940 był prezesem Rugby Football Union.